# Ouette (rivière)
Pour l’article homonyme, voir Ouette.
L'Ouette est une petite rivière française qui coule dans le département de la Mayenne, en région Pays de la Loire. C'est un affluent gauche de la Mayenne, donc un sous-affluent de la Loire par la Maine.

## Étymologie
Bien qu'hypothétique, une origine latine ou celtique sous la forme OUE remonte sans doute à OVICA "petite brebis". Il est fréquent que des noms d'animaux soient donnés à des rivières[Information douteuse].

## Géographie
Elle coule à peu de distance et dans une direction parallèle à celle de la Jouanne, mais plus au sud. Elle a son origine dans un petit étang, l'étang du Bas des Bois, au-dessus de La Chapelle-Rainsouin, au pied d'un des sommets de la chaîne des Coëvrons, à 118 m d'altitude.
De 35 km de longueur, elle passe à Nuillé-sur-Ouette, à Parné-sur-Roc et se jette dans la Mayenne (rive gauche) à Entrammes, à 51 m d'altitude, à 10 kilomètres en aval de Laval, presque en face du confluent de cette rivière avec le Vicoin.

### Communes traversées
Dans le seul département de la Mayenne, l'Ouette traverse les sept communes suivantes, de l'amont vers l'aval, de La Chapelle-Rainsouin (source), Soulgé-sur-Ouette, Saint-Georges-le-Fléchard, Bazougers, Parné-sur-Roc, Maisoncelles-du-Maine et Entrammes (confluence).
Soit en termes de cantons, l'Ouette prend source dans le canton de Meslay-du-Maine, conflue dans le canton de L'Huisserie, le tout dans l'arrondissement de Laval.

### Toponymes

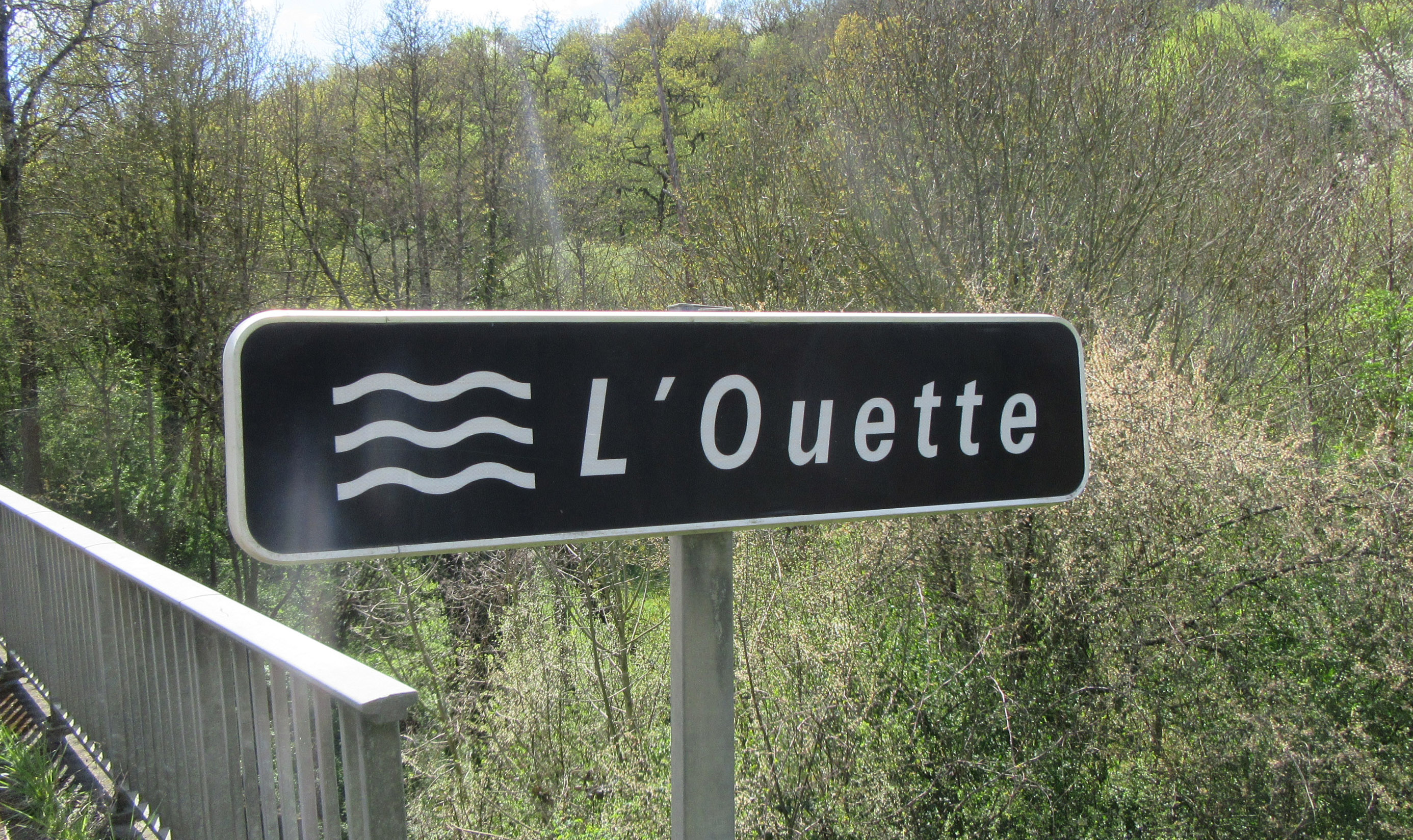
Entrammes.

L'Ouette a donné son hydronyme à la commune de Soulgé-sur-Ouette et à l'ancienne commune de Nuillé-sur-Ouette fusionnée depuis 1978 avec Soulgé le Bruant, pour donner Soulgé-sur-Ouette.

### Bassin versant
L'Ouette traverse une seule zone hydrographique L'Ouette & ses affluents (M351) de 122 km2 de superficie totale. Ce bassin versant est constitué à 96,30 % de « territoires agricoles », à 2,47 % de « forêts et milieux semi-naturels », à 1,47 % de « territoires artificiels ».

## Affluents
L'Ouette a neuf tronçons affluents référencés :
- le ruisseau de Champagnette (rd), 3,5 km sur les deux communes de Bazougers (confluence) et Soulgé-sur-Ouette (source).
- le ruisseau de la Mare Chartier (rg), 4 km sur la seule commune de Bazougers.
- le ruisseau des Attelées (rd), 5 km sur les deux communes de Bazougers (confluence) et Soulgé-sur-Ouette (source) avec un affluent :
  - le ruisseau des Génetais (rd), 1,7 km sur les trois communes de Bazougers (confluence), Louvigné (source), et Soulgé-sur-Ouette.
- le ruisseau du Prieuré (rg), 4,7 km sur la seule commune de Bazougers.
- le ruisseau de la Babouessière (rg), 2,2 km sur la seule commune de Bazougers.
- le ruisseau de la Papelonière[note 1] (rd), 0,9 km sur la seule commune de Bazougers.
- ? (rd), 1 km sur la seule commune de Parné-sur-Roc.
- le ruisseau des Tremblaies (rg), 3,4 km sur les deux communes de Parné-sur-Roc (confluence) et Maisoncelles-du-Maine (source) avec deux affluents :
  -  ? (rd), 0,7 km sur la seule commune de Parné-sur-Roc.
  - le ruisseau de Juigné (rg), 3,3 km sur les deux communes de Parné-sur-Roc (confluence) et Maisoncelles-du-Maine (source).
- le ruisseau des Bigottières ou ruisseau de la Poterie (rg), 8,1 km sur les quatre communes de Entrammes, Villiers-Charlemagne, Maisoncelles-du-Maine, Le Bignon-du-Maine, avec deux affluents :
  - le ruisseau de la Cour (rd), 3 km sur la seule commune de Maisoncelles-du-Maine avec un affluent :
    - le ruisseau de la Cour, 1,6 km sur la seule commune de Maisoncelles-du-Maine

  - le ruisseau du Chênay (rg), 3,4 km sur les trois communes de Entrammes, Villiers-Charlemagne (source), Maisoncelles-du-Maine.

Donc son rang de Strahler est de quatre.

## Hydrologie
L'Ouette est une rivière très irrégulière, à l'instar de ses voisines de la région de l'ouest du bassin de la Loire, et avant tout de l'Oudon.

### L'Ouette à Entrammes
Son débit a été observé depuis le 1er septembre 1985 , à Entrammes, localité du département de la Mayenne située au niveau de son confluent avec la Mayenne, à 38 m d'altitude. La surface ainsi étudiée est de 118 km2, soit la presque totalité du bassin versant de la rivière à 122 km2.
Le module de la rivière à Entrammes est de 0,706 m3/s.
L'Ouette présente des fluctuations saisonnières de débit fort marquées, comme très souvent dans le bassin occidental de la Loire. Les hautes eaux se déroulent en hiver et se caractérisent par des débits mensuels moyens allant de 1,17 à 1,93 m3/s, de décembre à mars inclus (avec un maximum très net en janvier). À partir de la seconde partie du mois de mars, le débit baisse rapidement jusqu'aux basses eaux d'été qui ont lieu de juin à septembre inclus, entraînant une baisse du débit mensuel moyen allant jusqu'à 0,081 m3/s au mois d'août (81 litres par seconde). Mais ces moyennes mensuelles ne sont que des moyennes et cachent des fluctuations plus prononcées sur de courtes périodes ou selon les années.

### Étiage ou basses eaux
Aux étiages, le VCN3 peut chuter jusque 0,012 m3/s (douze litres/s), en cas de période quinquennale sèche, ce qui est très sévère, le cours d'eau étant alors réduit à peu de choses. Mais ce fait est fréquent parmi les rivières de la région coulant sur le vieux socle armoricain peu perméable et plus particulièrement dans le bassin de la Mayenne.

### Crues
Les crues peuvent être assez importantes, compte tenu de la taille du bassin versant, mais sans atteindre cependant les sommets de l'Oudon, de la Sèvre nantaise ou de l'Hyrôme par exemple. Les QIX 2 et QIX 5 valent respectivement 11 et 17 m3/s. Le QIX 10 est de 21 m3/s, le QIX 20 de 24 m3/s, tandis que le QIX 50 se monte à 29 m3/s.
Le débit instantané maximal enregistré à Entrammes a été de 29,40 m3/s le 24 décembre 2013, tandis que la valeur journalière maximale était de 18,60 m3/s le 25 décembre 2013. Si l'on compare la première de ces valeurs à l'échelle des QIX de la rivière, l'on constate que cette crue n'était pas même d'ordre décennal, et donc destinée à se répéter tous les 8-10 ans en moyenne. La hauteur maximale instantanée s'est établie sur la période d'observation à 2 130 mm ou 2,13 m le 19 octobre 2012.

### Lame d'eau et débit spécifique
L'Ouette est une rivière relativement peu abondante. La lame d'eau écoulée dans son bassin versant est de 189 millimètres annuellement, ce qui est nettement inférieur à la moyenne d'ensemble de la France (330 millimètres par an), et aussi à la moyenne du bassin de la Loire (plus ou moins 245 millimètres par an) et de la Mayenne (297 millimètres par an). Le débit spécifique (ou Qsp) atteint le chiffre fort moyen de 6,0 litres par seconde et par kilomètre carré de bassin.

## Aménagements et écologie
Les lieux-dits suivants sont rencontrés sur l'Ouette, de l'aval vers l'amont, le Moulin à Tan, le Pont d'Ouest, le moulin d'Orvilette, le grand Moulinet, le moulin de la Hure, le Petit Pont, le Pont Pineau, le moulin de la Ramée.

## Patrimoine - Curiosités - Tourisme
- La Chapelle-Rainsouin possède une fort belle église Saint-Sixte de style gothique et Renaissance (inscrite Monument Historique), avec dalles funéraires, ancien sépulcre, plusieurs superbes retables dont l'un en tuffeau et marbre est daté de 1702, vitraux et statues polychromes.

- Maisoncelles-du-Maine, ville fleurie "deux fleurs", possède trois châteaux (Bigottières, Jupellière, La Lisière). Église romane du XIe siècle avec fort beau retable de style grec du XIXe siècle. Étangs. Espace d'observation des oiseaux aquatiques. Observatoire astronomique.

- Entrammes est une petite ville située au confluent de l'Ouette et de la Mayenne, surtout connue pour son fromage Port-Salut anciennement fabriqué dans l'abbaye cistercienne du Port-du-Salut. On y trouve aussi plusieurs châteaux et gentilhommières. Des thermes gallo-romains bien conservés ont été mis au jour sous l'église en 1987.